# Африканские гадюки
Африканские гадюки (лат. Bitis) — род ядовитых змей семейства Гадюковых.

## Описание
Виды этого рода обитают в Южной и Юго-Восточной Африке, исключение составляет шумящая гадюка, в ареал которой входят также северные районы континента и территория Аравийского полуострова. Обитают в различных биотопах — от песчаных пустынь до влажных лесов. Размеры разных видов варьируют от 28 см у африканской гадюки Шнайдера до более чем 2 м у габонской гадюки. Активны в сумерках и ночью, яйцеживородящие.

## Классификация
В составе рода выделяют 18 видов:
- Bitis albanica Hewitt, 1937
- Bitis arietans Merrem, 1820 — шумящая гадюка
- Bitis armata (Smith, 1826)
- Bitis atropos (Linnaeus, 1758) — южноафриканская горная гадюка
- Bitis caudalis (Smith, 1839) — хвостатая гадюка
- Bitis cornuta (Daudin, 1803) — пучкобровая гадюка
- Bitis gabonica Duméril, Bibron & Duméril, 1854 — габонская гадюка, или кассава
- Bitis harenna Gower et al., 2016
- Bitis heraldica (Bocage, 1889)
- Bitis inornata (Smith, 1838)
- Bitis nasicornis (Shaw, 1802) — гадюка-носорог
- Bitis parviocula Böhme, 1976
- Bitis peringueyi (Boulenger, 1888) — карликовая африканская гадюка
- Bitis rhinoceros (Schlegel, 1855)
- Bitis rubida Branch, 1997
- Bitis schneideri (Boettger, 1886) — африканская гадюка Шнайдера
- Bitis worthingtoni Parker, 1932 — горная кенийская гадюка
- Bitis xeropaga Haacke, 1975